# Glyptaesopus proctorae
Glyptaesopus proctorae is een slakkensoort uit de familie van de Borsoniidae. De wetenschappelijke naam van de soort is voor het eerst geldig gepubliceerd in 1936 door M. Smith.